# Liste der Kulturdenkmäler in Bergshausen
Die Liste der Kulturdenkmäler in Bergshausen enthält alle Kulturdenkmäler im Ortsteil Bergshausen der nordhessischen Gemeinde Fuldabrück, die in der vom Landesamt für Denkmalpflege Hessen 2011 herausgegebenen Denkmaltopographie veröffentlicht wurden.

## Legende
- Bezeichnung: Nennt den Namen, die Bezeichnung oder die Art des Kulturdenkmals.
- Lage: Nennt den Straßennamen und wenn vorhanden die Hausnummer des Kulturdenkmals. Die Grundsortierung der Liste erfolgt nach dieser Adresse. Der Link „Karte“ führt zu verschiedenen Kartendarstellungen und nennt die Koordinaten des Kulturdenkmals.
- Datierung: Gibt die Datierung an; das Jahr der Fertigstellung bzw. den Zeitraum der Errichtung. Eine Sortierung nach Jahr ist möglich.
- Beschreibung: Nennt bauliche und geschichtliche Einzelheiten des Kulturdenkmals, vorzugsweise die Denkmaleigenschaften.
- Objekt-Nr: Gibt, sofern vorhanden, die vom Landesamt für Denkmalpflege vergebene Objekt-ID des Kulturdenkmals an.

## Denkmalliste
| Bild                                                            | Bezeichnung                                                     | Lage | Beschreibung | Bauzeit           | Objekt-Nr. |
| --------------------------------------------------------------- | --------------------------------------------------------------- | --- | --- | ----------------- | ---------- |
| Bild gesucht BW                                                 | Gesamtanlage historischer Ortskern                              | Gesamtanlage (siehe Beschreibung) Lage | Gesamtanlage historischer Ortskern: Friedrichsgasse 1, 7, 2, 4, 6; Fuldastraße 4, 6; Kasseler Straße 1–3, 5, 7, 9–15, 17, 19–23, 25, 27, 29, 31, 33, 35, 37, 39, 2, 2b–8a, 8, 12, 14, 16, 18, 20, 22, 24–30a, 30, 32–34, 36; Lindenstraße 1–5, 7, 9–11, 2–10, 12, 14–20; Riekelsgasse 1; Triftstraße 1, 3, 5, 2–4, 10a; Uferstraße 2–4 | Ende 17. Jh.      | 87781 DDB  |
| Bild gesucht BW                                                 | Wehr                                                            | Alte Schleuse, Fulda LageFlur: 1, Flurstück: 12, 32 | Quer zum Fluss verlaufendes Mühlenwehr (Teil der Sachgesamtheit Neue Mühle; vgl dazu auch Eintrag: Kassel - Niederzwehren, Neue Mühle) |                   | 954887 DDB |
| Meilenstein (ehem. an der Landstraße zwischen Kassel und Fulda) | Meilenstein (ehem. an der Landstraße zwischen Kassel und Fulda) | An der Fulda LageFlur: 6, Flurstück: 64/2 | (B 83) Meilenstein | Beginn 19. Jh.    | 88411 DDB  |
| Schienenseilkran                                                | Schienenseilkran                                                | An der Hefestadt LageFlur: 14, Flurstück: 29/9 | Schienenseilkran des Kiesabbaus im Bereich der ehem. Kiesgrube an der Nürnberger Straße | 1920er Jahre      | 135873 DDB |
| Ernhaus (ursprünglich)                                          | Ernhaus (ursprünglich)                                          | Friedrichsgasse 4 LageFlur: 7, Flurstück: 94/39 | Ursprünglich als Ernhaus mit Eichenfachwerkgefüge errichtet, um 1800 mit einfach verriegelter Rähmkonstruktion erweitert. Vermutlich um 1850 wurde das Zwerchhaus eingebaut. | 2. Hälfte 18. Jh. | 87394 DDB  |
| Ernhaus                                                         | Ernhaus                                                         | Friedrichsgasse 6 LageFlur: 7, Flurstück: 40, 41 | Traufständiges Ernhaus mit Rähmkonstruktion aus Eichenholz | 2. Hälfte 17. Jh. | 87395 DDB  |
| Ehem. Fischerhaus                                               | Ehem. Fischerhaus                                               | Friedrichsgasse 7 LageFlur: 8, Flurstück: 57 | Ehemaliges Fischerhaus mit zweigeschossiger Rähmkonstruktion | 1. Hälfte 18. Jh. | 87396 DDB  |
| Ernhaus                                                         | Ernhaus                                                         | Fuldastraße 6 LageFlur: 7, Flurstück: 42/2 | Dreizoniges Ernhaus mit Fachwerk | Mitte 18. Jh.     | 87397 DDB  |
| Ehem. Streckhof                                                 | Ehem. Streckhof                                                 | Kasseler Straße 2 LageFlur: 8, Flurstück: 12/1 | Ehemaliger Streckhof mit zweigeschossiger Rähmkonstruktion | 2. Hälfte 18. Jh. | 87398 DDB  |
| Ernhaus                                                         | Ernhaus                                                         | Kasseler Straße 5 LageFlur: 8, Flurstück: 47/3 | Ernhaus mit zweigeschossiger Rähmkonstruktion | Ende 18. Jh.      | 87399 DDB  |
| Erntennenhaus                                                   | Erntennenhaus                                                   | Kasseler Straße 7 LageFlur: 8, Flurstück: 48/1 | Erntennenhaus mit zweigeschossiger Rähmkonstruktion | 1. Hälfte 18. Jh. | 87400 DDB  |
| Erntennenhaus                                                   | Erntennenhaus                                                   | Kasseler Straße 8 LageFlur: 8, Flurstück: 9/5 | Erntennenhaus mit zweigeschossiger Rähmkonstruktion | Mitte 18. Jh.     | 87401 DDB  |
| Fachwerkwohnhaus                                                | Fachwerkwohnhaus                                                | Kasseler Straße 14 LageFlur: 8, Flurstück: 1/2 | Fachwerkwohnhaus | um 1750           | 87402 DDB  |
| Ev. Kirche                                                      | Ev. Kirche                                                      | Kasseler Straße 16 LageFlur: 7, Flurstück: 34/5 | Evangelische Kirche | bez. 1714         | 87403 DDB  |
| Hofanlage                                                       | Hofanlage                                                       | Kasseler Straße 17 LageFlur: 7, Flurstück: 50/1 | Winklige Hofanlage mit ehemaligem Einhaus als ältestem Teil | 1. Hälfte 18. Jh. | 87404 DDB  |
| Fachwerkwohnhaus                                                | Fachwerkwohnhaus                                                | Kasseler Straße 18 LageFlur: 7, Flurstück: 33 | Zweigeschossiges Fachwerkwohnhaus (Teil der Gesamtanlage historischer Ortskern) | Ende 18. Jh.      | 948985     |
| Hofanlage                                                       | Hofanlage                                                       | Kasseler Straße 22 LageFlur: 7, Flurstück: 28/1 | Dreiseitige Hofanlage mit zweigeschossigem Wohnhaus mit Rähmkonstruktion | bez. 1751         | 87393 DDB  |
| Ernhaus                                                         | Ernhaus                                                         | Kasseler Straße 25 LageFlur: 7, Flurstück: 58/2 | Ernhaus, zweigeschossiges Fachwerkgefüge | Mitte 18. Jh.     | 87406 DDB  |
| Wohnhaus                                                        | Wohnhaus                                                        | Kasseler Straße 27 LageFlur: 7, Flurstück: 61/1 | Wohnhaus in rotem Backstein und mit schmuckvollem Zwerchhaus | Anfang 20. Jh.    | 87407 DDB  |
| Einhaus                                                         | Einhaus                                                         | Kasseler Straße 30 LageFlur: 7, Flurstück: 19/8 | Giebelständiges Einhaus mit zweigeschossiger Rähmkonstruktion | 2. Hälfte 18. Jh. | 87408 DDB  |
| Hofanlage                                                       | Hofanlage                                                       | Kasseler Straße 31 LageFlur: 7, Flurstück: 67/1 | Hofanlage mit giebelständigem Wohnhaus in zweigeschossiger Rähmbauweise | Mitte 18. Jh.     | 87409 DDB  |
| Hofanlage                                                       | Hofanlage                                                       | Kasseler Straße 33 LageFlur: 7, Flurstück: 70/1 | Hofanlage mit Wohnhaus in zweigeschossiger Rähmbauweise | Ende 18. Jh.      | 87410 DDB  |
| Backsteinwohnhaus                                               | Backsteinwohnhaus                                               | Kasseler Straße 35 LageFlur: 7, Flurstück: 130/75 | Zweigeschossiges Backsteinwohnhaus | 1905              | 87411 DDB  |
| Fachwerkwohnhaus                                                | Fachwerkwohnhaus                                                | Kasseler Straße 36 LageFlur: 7, Flurstück: 1/18 | Fachwerkwohnhaus mit Drempelgeschoss und Zwerchhaus | um 1900           | 87412 DDB  |
| Erntennenhaus                                                   | Erntennenhaus                                                   | Kasseler Straße 37 LageFlur: 7, Flurstück: 142/73 | Erntennenhaus mit zweigeschossiger Rähmkonstruktion | 1. Hälfte 18. Jh. | 87413 DDB  |
| Ernhaus                                                         | Ernhaus                                                         | Kasseler Straße 39 LageFlur: 7, Flurstück: 77/3 | Ernhaus mit zweigeschossiger Rähmkonstruktion | 2. Hälfte 18. Jh. | 87414 DDB  |
| Ehem. Einhaus                                                   | Ehem. Einhaus                                                   | Lindenstraße 7 LageFlur: 9, Flurstück: 63/35 | Ehemaliges Einhaus mit zweigeschossigem Fachwerkgefüge | Ende 18. Jh.      | 87415 DDB  |
| Ehem. Einhaus                                                   | Ehem. Einhaus                                                   | Lindenstraße 12 LageFlur: 8, Flurstück: 33 | Ehemaliges Einhaus mit Eichenfachwerkgefüge | Ende 18. Jh.      | 87416 DDB  |
| Wohnhausgebäude                                                 | Wohnhausgebäude                                                 | Röthestraße 4 LageFlur: 17, Flurstück: 88 | Eingeschossiges Wohnhausgebäude mit hoher Sockelzone, Drempelgeschoss und Krüppelwalmdach | Anfang 20. Jh.    | 87417 DDB  |
| Ehem. Einhaus                                                   | Ehem. Einhaus                                                   | Triftstraße 3 LageFlur: 8, Flurstück: 16 | Ehemaliges Einhaus mit zweigeschossiger Rähmkonstruktion | Mitte 18. Jh.     | 87418 DDB  |
| Bild gesucht BW                                                 | Sachgesamtheit Sperrenhäuser                                    | Uferstraße 1–11 LageFlur: 8, 9, 11, 19, Flurstück: 66/5, 27/3–5, 43/5, 44/5, 44/6, 67/3, 67/5, 2/2, 496/28, 499/2, 500/2, 501/2, 502/2, 503/2, 504/2, 505/2, 506/2, 507/2, 508/2, 509/2, 510/2, 511/2 | Sachgesamtheit Sperrenhäuser – Relikte einer geplanten Fuldasperre | 1922–1924         | 87782 DDB  |